# Emma Bunton
Emma Lee Bunton (Londres, 21 de enero de 1976) es una cantante, presentadora y actriz británica, especialmente conocida por ser una de las integrantes del famoso grupo británico Spice Girls, donde es conocida como Baby Spice, con las que vendió más de 100 millones de discos. 
Comenzó su carrera discográfica en 1996, cosechando un enorme éxito e impacto cultural con Spice Girls. En 2001, con la separación del grupo, comenzó su carrera en solitario. Esta fue compaginada con dos giras de regreso con Spice Girls, en el año 2007-2008 y en 2019, además de otros proyectos con el grupo.

## Vida personal
En 1998, empezó una relación con el cantante Jade Jones, pero se separaron por primera vez en mayo de 1999. En noviembre de 2000 se reconcilió con él, aunque se separaron por segunda vez en 2002. El 26 de enero de 2007, anunció que estaba embarazada. Su primer hijo, Beau Lee Jones, nació el 10 de agosto de 2007. Bunton se comprometió con Jones el 23 de enero de 2011. También anunció su segundo embarazo y el 6 de mayo de 2011 nació su segundo hijo, Tate Lee Jones.

## 1994-2000: Spice Girls
La banda vendió más de 80 millones de discos y es el grupo de chicas más famoso del mundo y el que más vendió en todos los tiempos. Su sencillo debut "Wannabe" se convirtió en el primero de nueve sencillos número uno en Reino Unido y llegó a esa misma posición en 41 países alrededor del mundo, incluyendo Australia, Canadá, y Estados Unidos. Otros lanzamientos exitosos siguieron, incluyendo "Say You'll Be There", "2 Become 1", "Who Do Yoy Think You Are" y "Mama" del discoSpice, luego "Spice Up Your Life", "Too Much", "Stop" y "Viva Forever" del álbum Spiceworld. Así mismo su siguiente disco "Forever" sigue cosechando éxitos con el tema "Goodbye", "Holler" y "Let Love Lead The Way". Su siguiente álbum "Greatest Hits" incluye el exitoso tema "Headlines (Friendship never ends)".
Innumerables colaboraciones musicales con otros artistas las posicionaron más aún además grabaron además la película "Spice World The Movie", éxito inmediato en cientos de países, decenas de productos y marcas mundiales que las contrataron como rostros oficiales y se convirtieron según los expertos en un ícono pop de los 90's en la historia musical alrededor del mundo.

## Biografía

### 1976-1992: Primeros años e inicios
Emma nació en Finchley, y creció en el barrio de Woodside Park en Londres. Sus padres, Pauline, una profesora de kárate, y Trevor, un repartidor de leche, se separaron cuando ella tenía 11 años, y se quedó del lado de su madre. 
Sus estudios primarios los realizó en la St. Theresa's Roman Catholic de Finchley, y por su pasión por el ambiente artístico finalmente terminó estudiando en la Sylvia Young Theatre School, en Marylebone. Cuando tenía sólo 16 años abandona sus estudios secundarios para entrar a estudiar teatro en Barnet Technical College. En 1993 aparece por primera vez en televisión inglesa, en la serie The Bill de la cadena ITV 1, y también audicionó -aunque sin éxito- a la serie EastEnders de la BBC.

### 1994 inicios como Spice Girl
Emma es llamada para ser parte del grupo en sus inicios, antes de saltar a la fama, donde trabaja con el resto de las chicas por varios años, entrenando todas vocalmente y en escenarios, escribiendo y grabando decenas de canciones. En este inicio las chicas estaban decididas en alcanzar a la fama, siendo constantes, trabajadoras y profesionales, tal como se muestra en el documental no oficial "Raw Spice", donde se ven sus comienzos como grupo años antes de lograr la fama.

### 2001-2002: A Girl Like Me
Hizo su debut en solitario, con el álbum A Girl Like Me, que fue lanzado en Reino Unido el 16 de abril de 2001 por Virgin Records. El álbum debutó y alcanzó el puesto número cuatro en el UK Albums Chart. El 7 de septiembre de 2001, A Girl Like Me fue certificado Oro por la Industria Fonográfica Británica con ventas de más de 100.000 copias y llegando a la posición 147 en las listas del Reino Unido durante 2001. El álbum llegó en Reino Unido al número uno con " What took you so long? " así como cinco hits " What I Am "(una canción versionada en 1988 por Edie Brickell & New Bohemians), "Take My Breath Away" y el top 20 hit "We're not gonna sleep tonight". El álbum vendió 125.000 copias en Reino Unido. [cita requerida] Decepcionantes ventas llevó a Bunton a abandonar su sello discográfico, Virgin, en 2002.

### 2003-2007: Free Me y Life In Mono
Emma pronto encontró una nueva discográfica donde alojarse, gracias a su ex-mánager del grupo Spice Girls, Simon Fuller, quien la contrató en su propio sello 19 Management, en el cual su contrato incluía la publicación de música y también trabajos en televisión. En la primavera del 2003, Emma -perdiendo su apellido musicalmente-, regresa a la música con su sencillo "Free Me". El cambio tanto en el estilo musical como en la imagen de Emma fue drástico: se arriesgó por un estilo Motown -Pop de los años sesenta-, con una imagen de mujer mucho más madura, y también mostrando su lado sensual, nunca antes tan explotado. El sencillo llegó al Top 5 en las listas del Reino Unido, marcando el inicio del exitoso regreso de Emma tras 18 meses de su último lanzamiento discográfico.
Unos meses más tarde era lanzado "Maybe", que superó en éxito y ventas a su predecesor, y que posteriormente sería lanzado y promocionado en toda Europa. A finales de enero de 2004 fue lanzado el sencillo "I'll Be There", y poco después el álbum "Free Me", segundo álbum lanzado 4 años después de su primer disco, ambos alcanzando buenas ventas y éxito. En 2005 se decidió probar suerte con la música de Emma en los Estados Unidos, intentando llamar la atención del público general, y también del público más específico de la música de baile. El primer sencillo promocional que comenzó a sonar en América fue la versión remix de "Free Me", que logró llegar al Top 5 de las listas U.S. Dance Airplay y el U.S. Club Chart del Billboard. Más tarde fue lanzado "Maybe" en versión remezclada, igualmente llegando a altas posiciones en las listas bailables del Billboard. El álbum "Free Me" fue posteriormente lanzado en los Estados Unidos el 25 de enero de 2005, y Emma viajó al país americano por primera vez para promocionar su música como solista. Se promocionó al disco en algunos programas de televisión norteamericanos, como The View o The Tony Danza Show, pero igualmente no alcanzó llamar mucho la atención del público, y sólo consiguió llegar al número 183 en el U.S. Billboard 200 Chart. 
Desde el 2004 Emma había dejado de lanzar nuevo material, y desde entonces que estaba creando nueva música para lo que sería su próximo álbum. En agosto de 2006 dejó un mensaje de audio en su sitio oficial en internet, contando a sus fanes que el nuevo álbum estaba ya en sus los últimos retoques, que estaba trabajando con una orquesta de música clásica, y que el álbum estaría finalizado alrededor de septiembre del mismo año. Finalmente, en noviembre de ese año y nuevamente para la campaña solidaria de Children in Need de la BBC, Emma lanza un nuevo sencillo: "Downtown", cover del tema original de Petula Clark, lanzado en la década de los sesenta. El sencillo fue un éxito, alcanzando la posición número 3 en las listas inglesas.
Su tercer álbum, finalmente lanzado en diciembre de este año y titulado Life In Mono, siguió la misma línea Motown de su trabajo discográfico anterior, pero no alcanzó su mismo impacto. El álbum debutó en el puesto 65, con aproximadamente 13 mil copias vendidas, y llegando a vender más de 40 mil.
En día de San Valentín del 2007 fue lanzado al mercado el segundo sencillo del álbum: la balada "All I Need to Know". El sencillo sólo alcanzó a llegar al número 60 de las listas del Reino Unido, convirtiéndose en el trabajo de Emma que ha logrado las ventas más bajas desde tiempos de su debut. Todo se le atribuye a la nula promoción del sencillo debido a su embarazo. Poco después de esto nace su primer hijo, Beau. A finales de junio de este mismo año, es anunciado el inminente regreso de las Spice Girls, y Emma vuelve a reunirse con sus compañeras de grupo para una gira mundial, y también el lanzamiento de un recopilatorio de grandes éxitos.

### 2007-2008: El Regreso con lasSpice Girls

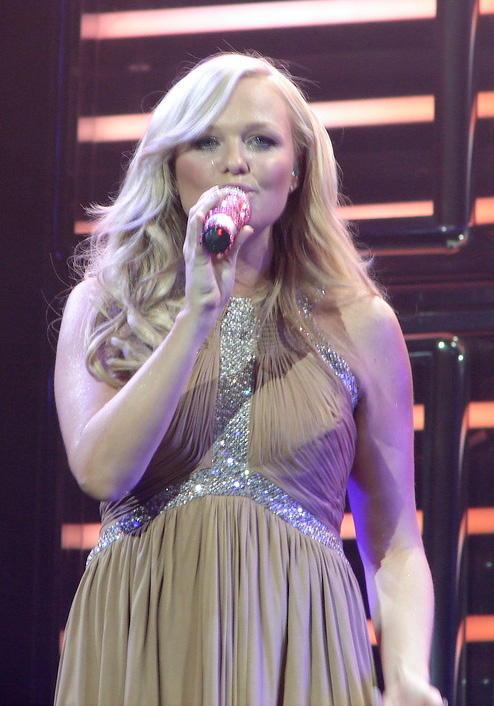
Emma Bunton en San José

El 28 de junio de 2007 los rumores se volvía realidad, las 5 componentes originales del grupo se vuelven a reunir, convocan una conferencia de prensa y anuncian una gira a nivel mundial ya que dicen que es necesario hacer «una despedida y cierre de un ciclo, como se merecen todos nuestros fans». Este regreso acerca de nuevo a las cinco integrantes en lo personal, donde la prensa especializada lo destaca como un reconocimiento a la influencia del grupo en la música y la cultura popular en la historia musical. El regreso de las chicas como quinteto logran que sus conciertos sean aumentados en número de 11 inicialmente, a más del 40. Spice Girls son portada de varios periódicos y revistas alrededor del mundo y varias marcas nuevamente las llaman para ser rostros publicitarios, entre ellas la gigantesca TESCO. Las Spice Girls nuevamente recurren a sus populares Baby, Scary, Sporty, Ginger y Posh, pero con una mirada mucho más glamorosa y actualizada. Nuevas generaciones tienen la oportunidad de vivir el fenómeno "SPICE" en el siglo XXI.

### 2009-2011: Trabajo en Radio y Televisión
En octubre de 2009, los informes sugirieron que las Spice Girls habían de protagonizar un reality show en el que se proyectarán las actrices que desempeñar su papel en un musical. Melanie Brown negó esta afirmación, diciendo que todos los miembros del grupo ya estaban contabilizados y planificación "algo emocionante". El próximo año de 2010, Judy Craymer se asoció con las Spice Girls y Simon Fuller para comenzar a desarrollar un musical titulado Spice Girls Viva Forever. Aunque las niñas no van a estar en el show, van a influir en el elenco de la serie y las opciones de producción en una historia que usa su música, pero no guarda relación con su historia personal, similar a la de ABBA music 's en Mamma Mia!. El 28 de agosto de 2010, se informó de que Jennifer Saunders haría el guion del musical, Viva Forever. Saunders había trabajado previamente con el grupo: la primera vez que aparece en el Comic Relief versión para el "¿A quién te crees que eres?", el segundo, lo que hace un cameo en la película de 1997, Spice World. Geri, Emma y Melanie C estuvieron juntas en el programa de Alan Carr, Chatty Man para hablar del musical y su etapa como Spice Girls así como planes de futuro.

### 2012Juegos Olímpicos 2012y Viva Forever, The Musical
Luego de semanas de hermetismo y bajo estrictas medidas de seguridad ante el show que presentarían, portadas de periódicos y revistas de varios países las confirmaban luego que se filtraran fotos de los ensayos de su esperada participación. Las Spice Girls se presentaron en la clausura de los Juegos Olímpicos Londres 2012 con un medley entre la canción "Wannabe" y "Spice Up Your Life". Exactamente tres segundos demoraron las 80 mil personas del coliseo en reconocer que eran las Spice Girls al sonar el beat de sus temas, el público ovacionó su aparición. Ante los 4 mil millones de personas en todo el mundo, que en ese momento miraban la ceremonia, observaron que las Spice Girls siguen vigentes a más de quince años de su debut. Llegando en los típicos taxis londinenses, cada vehículo tenía en luces led, sus estampas destacando las identidades de cada una. Las ventas de su disco "Greatest Hits" y "Spice" vuelven a entrar a los rankings mundiales, subieron al N.º 7 en los Charts y Rankings respectivamente, mientras que en ITunes entran entre los 10 discos más vendidos, así mismo en Estados Unidos suben con el Greatest Hits después de 5 años lanzado el disco al puesto N°32. Portadas de varios países del mundo destacan entre los hitos y lo mejor del show en los JJOO 2012 la actuación de las Spice Girls. Las chicas en Twitter lograron ser Trending Topic luego de su participación, llegando a 116,000 tuits por minuto, siendo lo más comentado de los Juegos Olímpicos Londres 2012, seguido lejos por el medallista Bolt con 80.000. Esto dio inicio a una campaña multitudinaria para que realicen una nueva gira mundial. En Access Hollywood destacado medio mundial de espectáculos, se adjudicaron con más del 90% en votaciones, como la mejor actuación de todos los artistas en la clausura de los Juegos Olímpicos, superando a Muse, One Direction, Queen, Jessie J, Russell Brand, The Who y Annie Lennox. Londres 2012 desató una verdadera histeria colectiva entre sus fanáticos a nivel mundial. Mel B, Mel C, Geri Halliwell, Victoria Bechkam y Emma Bunton lograron revivir el Girl Power británico.
El 26 de junio de 2012, las cinco Spice Girls estuvieron presentes en una conferencia de prensa en Londres para promocionar el lanzamiento de Viva Forever: The Musical.
Emma será la protagonista de la nueva película de Keith Lemon, que se estrenará en agosto de 2012. Bunton también trabajó con la miembro de las Spice Girls, Melanie C, en su sencillo "I Know Him So Well". La canción fue lanzada como sencillo el 11 de noviembre de 2012.

### Spice Girls Aniversario 20 años
El 8 de julio de 2016, las Spice Girls celebraron 20 años desde el lanzamiento a la fama con el primer sencillo, de varios éxitos en su carrera grupal, con el sencillo "Wannabe". En 2016 las integrantes tuvieron intenciones de reunirse nuevamente como en 2007/2008 y 2012 lo hicieran en exitosos reencuentros, pero no se llegó a algún acuerdo. A comienzos de 2017 varias de sus integrantes han estimado la opción de reunirse, pero siempre y cuando las 5 acepten.

## Premios
| Año  | Categoría                 | Premio                    | Canción               | Resultado |
| ---- | ------------------------- | ------------------------- | --------------------- | --------- |
| 2001 | Mejor Álbum Internacional | Hall Da Fama UOL          | A Girl Like Me        | Vencedor  |
| 2001 | Canción del Año           | Hall Da Fama UOL          | "Take My Breath Away" | Vencedor  |
| 2001 | Mejor Álbum               | Capricho - Melhores o Ano | A Girl Like Me        | Nominado  |

## Discografía

### Álbumes
- 16 de abril de 2001: "A Girl Like Me" (+1.000.000 copias)
- 9 de febrero de 2004: "Free Me" (+500.000 copias)
- 4 de diciembre de 2006: "Life In Mono" (+70.000 copias)
- 12 de abril de 2019: "My happy place"

### Sencillos
| Año  | Título                          | Chart | Chart | Chart | Chart | Chart | Chart | Chart | Chart | Chart | Chart | Chart | Chart | Chart | Chart | Chart | Álbum                  |
| Año  | Título                          | UK    | IRL   | AUS   | ALE   | AUT   | FRA   | HOL   | SUI   | ITA   | ISR   | CHN   | JPN   | SUE   | NOR   | BRA   | Álbum                  |
| ---- | ------------------------------- | ----- | ----- | ----- | ----- | ----- | ----- | ----- | ----- | ----- | ----- | ----- | ----- | ----- | ----- | ----- | ---------------------- |
| 1999 | "What I Am?"                    | 2     | 3     | 12    | 41    | 10    | 18    | 7     | 13    | 29    | 38    | 2     | 5     | 1     | 7     | 5     | Álbum: A Girl Like Me. |
| 2001 | "What Took You So Long?"        | 1     | 1     | 10    | 36    | 15    | 42    | 51    | 25    | 6     | 1     | 1     | 1     | 12    | 23    | 1     | Álbum: A Girl Like Me. |
| 2001 | "Take My Breath Away"           | 5     | 10    | 48    | 80    | 39    | 68    | —     | 89    | 19    | 21    | 36    | 42    | 30    | 41    | 1     | Álbum: A Girl Like Me. |
| 2001 | "We're Not Gonna Sleep Tonight" | 20    | 39    | 58    | —     | —     | —     | —     | —     | 37    | 35    | 40    | 59    | —     | 17    | 14    | Álbum: A Girl Like Me. |
| 2003 | "Free Me"                       | 5     | 6     | 10    | 15    | 9     | 8     | 11    | 10    | 3     | 1     | 1     | 2     | 3     | 7     | 1     | Álbum: Free Me.        |
| 2003 | "Maybe"                         | 6     | 8     | 56    | 52    | 15    | 9     | 21    | 93    | 5     | 2     | 2     | 3     | 4     | 7     | 1     | Álbum: Free Me.        |
| 2004 | "I'll Be There"                 | 7     | 18    | 28    | 37    | 18    | 10    | 40    | —     | 9     | 3     | 1     | 4     | 8     | 8     | 17    | Álbum: Free Me.        |
| 2004 | "Crickets Sing For Anamaria"    | 15    | 21    | 67    | —     | —     | 28    | —     | —     | 12    | 4     | 1     | 2     | 20    | 24    | 26    | Álbum: Free Me.        |
| 2006 | "Downtown"                      | 3     | 36    | 53    | 20    | 15    | 10    | 43    | 14    | 9     | 5     | 1     | 2     | 17    | 12    | —     | Álbum: Life In Mono.   |
| 2007 | "All I Need To Know"            | 60    | 98    | —     | —     | —     | —     | —     | —     | —     | —     | —     | —     | —     | —     | —     | Álbum: Life In Mono.   |

## Otros medios
Con la película SpiceWorld de 1997 Emma debutó en la pantalla grande. En el 2005 realizó dos apariciones en películas de Bollywood: Pyaar Mein Twist and Chocolate.
En la quinta y última temporada del programa de televisión Absolutely Fabulous, realizó cameos de ella misma en dos episodios. También ha sido animadora de su propio programa de televisión Emma en VH1, y también realizó en enlace para el Reino Unido de los MTV Video Music Awards del 2004 que tomaron lugar en Estados Unidos. En agosto de 2006, Simon Fuller anunció estar planeando un programa de televisión basada en Emma.
En octubre de 2006 Emma se convirtió en una de las participantes en el programa de baile británico Strictly Come Dancing de la BBC en su temporada de otoño, donde le fue asignado como bailarín el profesional Darren Bennett. Rápidamente se convirtió en una de las favoritas, y llegó al tercer lugar del concurso, siendo la última participante mujer en resultar eliminada.
En el 2007 se había confirmado que Emma sería la reemplazante de Beyoncé Knowles como coprotagonista de la comedia The Pink Panther 2. Desafortunadamente, debido a su embarazo y compromisos para la gira mundial de regreso de las Spice Girls, los planes tuvieron que ser cancelados.

### Filmografía
| Año  | Película                        | Personaje         |
| ---- | ------------------------------- | ----------------- |
| 1993 | Thatcherworld                   | Josie Jenkins     |
| 1997 | Spice World The Movie           | Ella misma        |
| 2001 | Yes You Can                     | Pop Angel         |
| 2005 | Chocolate: Deep Dark Secrets    | Anna              |
| 2005 | Pyaar Mein Twist                | Ella misma        |
| 2009 | Ant & Dec's Christmas Show      | Madrastra malvada |
| 2015 | Cómo sobrevivir a una despedida | Ella misma        |

### Radio
| Año           | Programa             | Estación | Rol          |
| ------------- | -------------------- | -------- | ------------ |
| 2009-presente | The Saturday Show    | Heart FM | Presentadora |
| 2013-presente | Weekday Morning Slot | Heart FM | Presentadora |